# Kfz-Kennzeichen (Nepal)

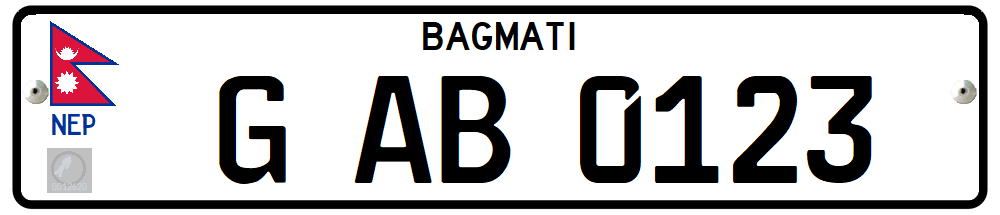
Nepalesisches Kfz-Kennzeichen aus der Provinz Bagmati

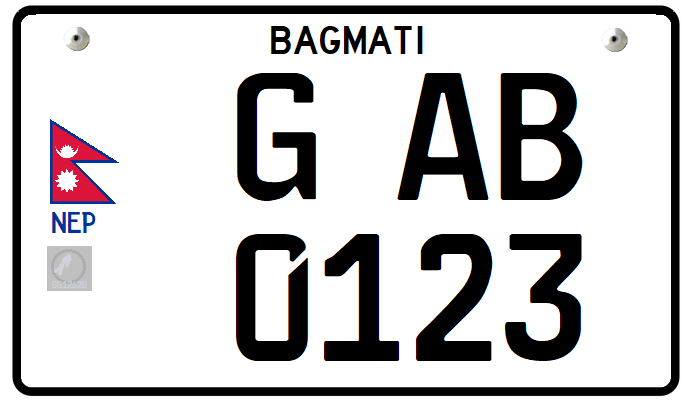
Zweizeilige Version

Die aktuellen nepalesischen Kfz-Kennzeichen wurden im Juli 2020 eingeführt. Sie folgen dem europäischen Standard mit schwarzer Aufschrift auf weißem Hintergrund. Am linken Rand befinden sich die Flagge Nepals, das Nationalitätszeichen NEP sowie ein quadratischer Hologramm-Sticker. Der Name der Provinz, in der das Fahrzeug gemeldet ist, erscheint ausgeschrieben in Großbuchstaben an der oberen Seite des Nummernschildes. Für die weitere Aufschrift wird die FE-Schrift genutzt. Die Kombination besteht aus einem Buchstaben zwischen A und K, der die Fahrzeugart verschlüsselt, gefolgt von zwei fortlaufenden Buchstaben und vier Ziffern.
Fahrzeuge zur öffentlichen Nutzung nutzen gelben Hintergrund auf den Schildern. Staatliche Fahrzeuge zeigen die Farbkombination rot auf weiß, Diplomatenkennzeichen blau auf weiß.
Ursprünglich sollte das aktuelle System bereits 2017 eingeführt werden. Die Schilder sollten ausschließlich mit lateinischen bzw. arabischen Zeichen versehen sein, was einen Bruch mit dem vorherigen System darstellte, dessen Aufschrift nahezu ausschließlich in Devanagari erfolgte. Der Oberste Gerichtshof Nepals stoppte die Einführung 2018, erlaubte sie dann aber doch Ende 2019. Seit 2023 ist auch die Beschriftung in Devanagari gestattet.

## Provinzen
| Nr. | Englische Beschriftung | Beschriftung in Devanagari | Lage |
| 1   | Koshi                  | कोशी                         |      |
| 2   | Madhesh                | मधेश                        |      |
| 3   | Bagmati                | बागमती                       |      |
| 4   | Gandaki                | गण्डकी                       |      |
| 5   | Lumbini                | लुम्बिनी                       |      |
| 6   | Karnali                | कर्णाली                       |      |
| 7   | Sudurpashchim          | सुदूर-पश्चिम                   |      |

## Geschichte

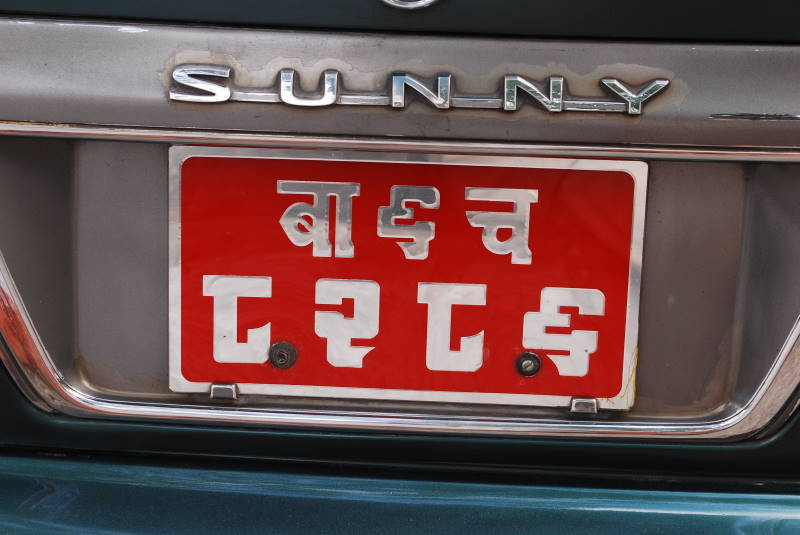
Privatfahrzeug aus der Verwaltungszone Bagmati (बा)

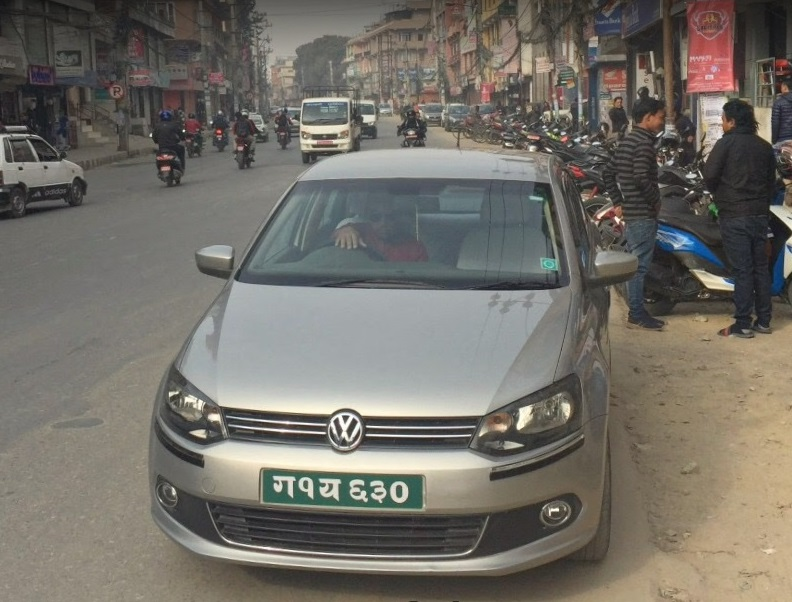
Touristenfahrzeug aus der Zone Gandaki (ग)

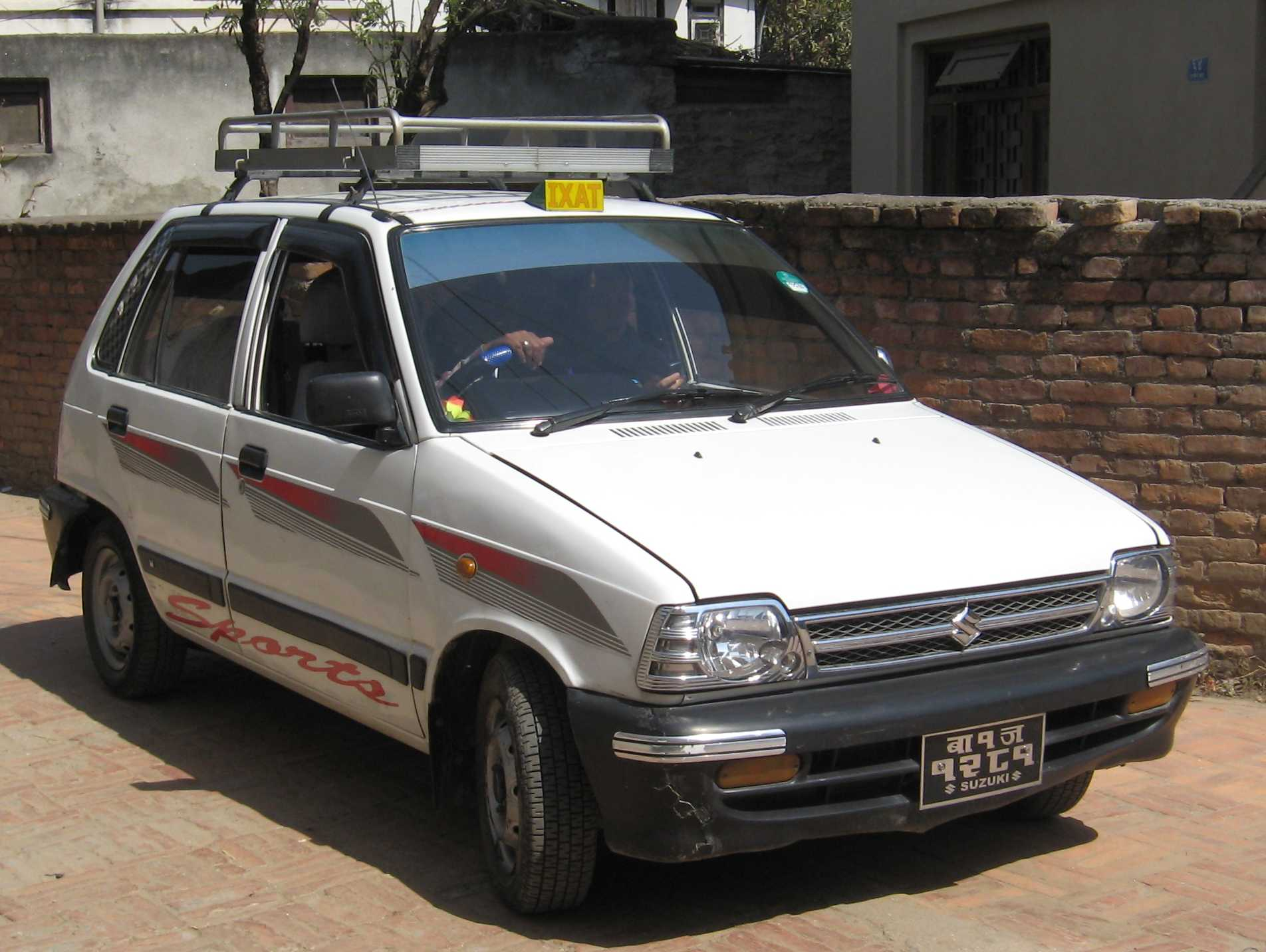
Schwarzes Kennzeichen für kommerzielle Fahrzeuge

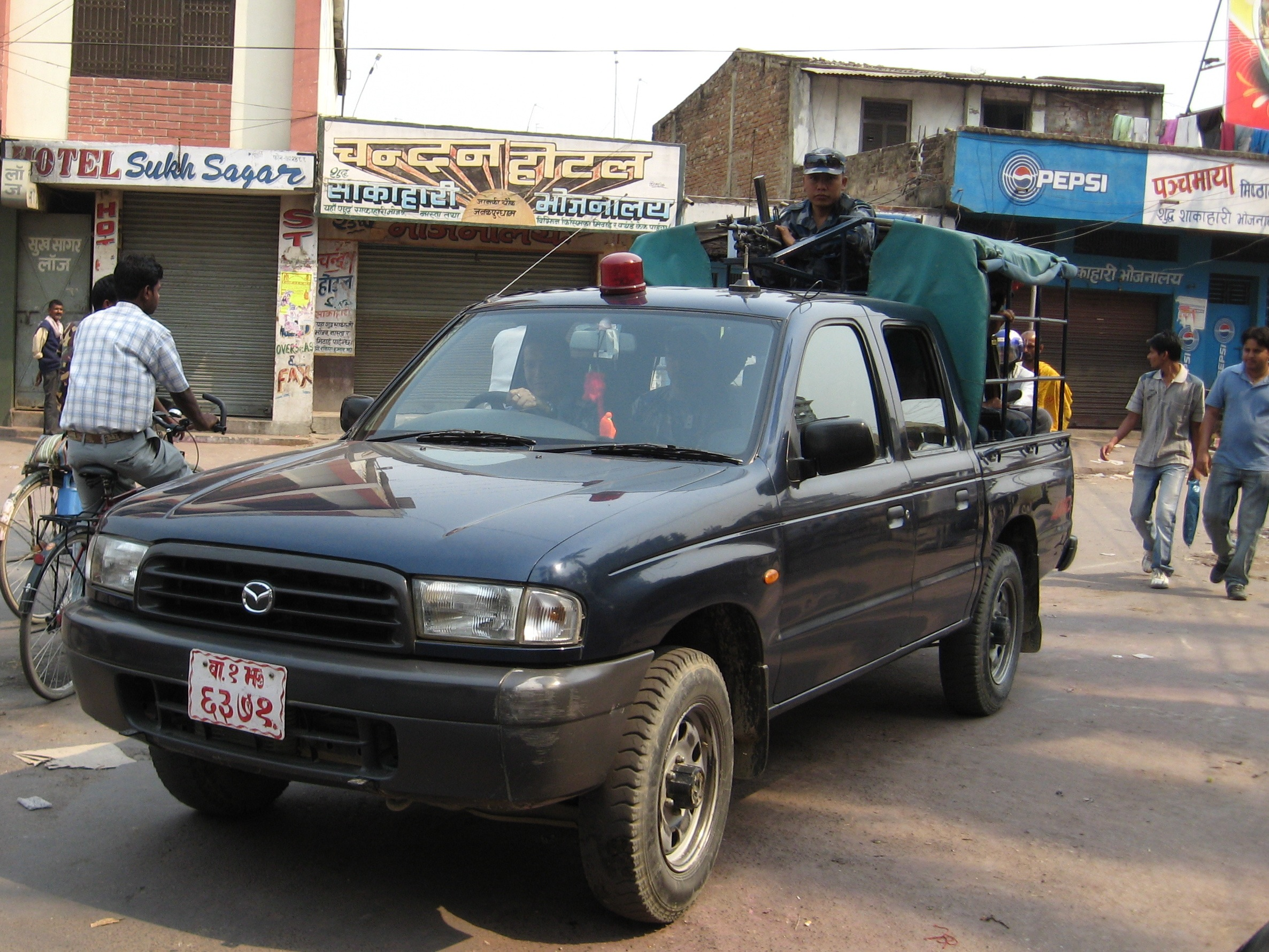
Regierungskennzeichen

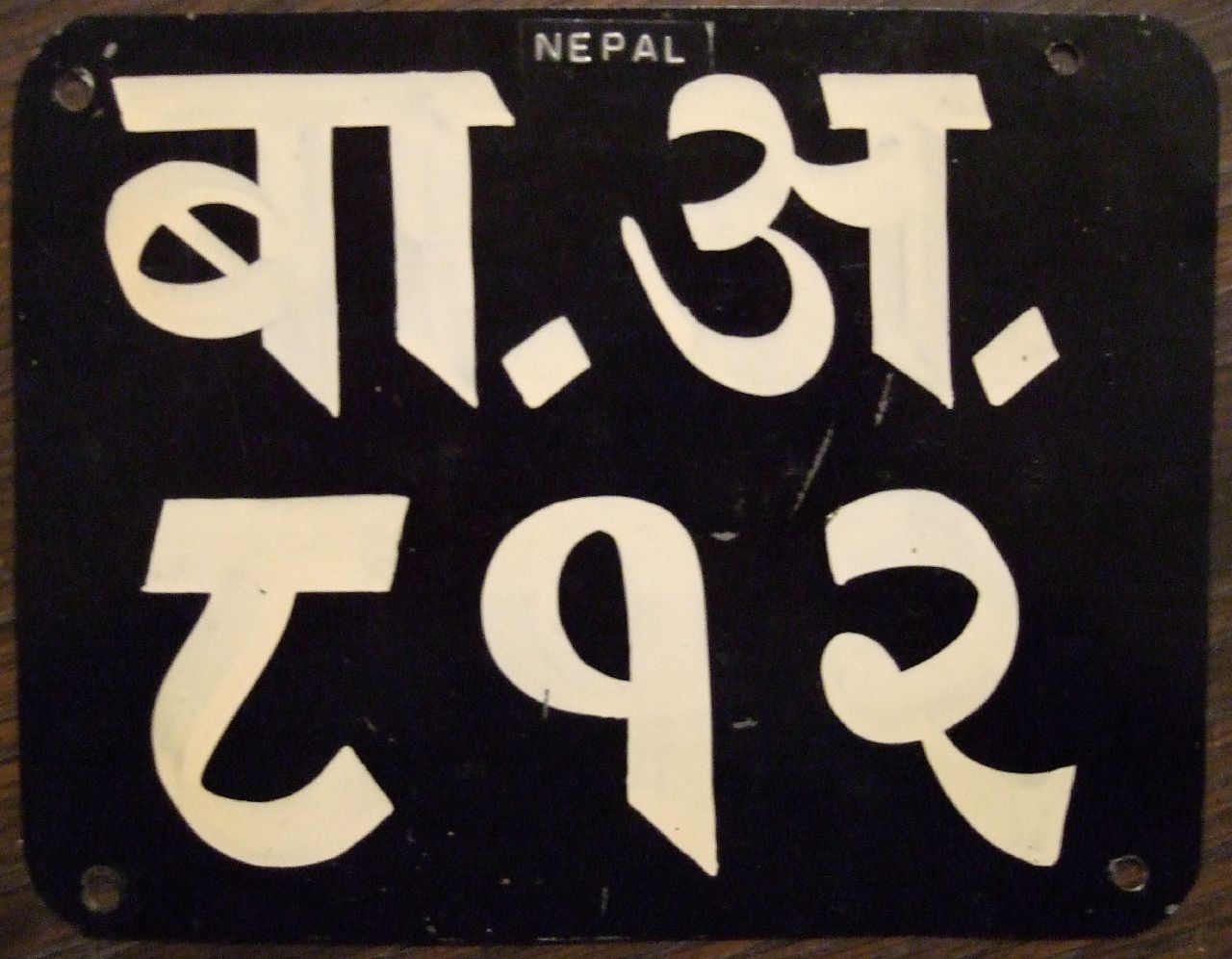
Taxi-Kennzeichen aus den 1970er Jahren aus der Zone Bagmati

Von 1983 bis 2020 bestanden nepalesische Nummernschilder aus einer vierteiligen Aufschrift im Format A 1 B 1234. Der erste Buchstabe gab die Verwaltungszone an, in der das Fahrzeug gemeldet war. Die nachfolgende Ziffer stellte den erweiterten Zahlenraum dar, falls die vierstellige Seriennummer am Ende erschöpft ist. Der zweite Buchstabe gab die Fahrzeugart sowie teils die Verwendung des Fahrzeugs (z. B. privat oder kommerziell) an. Auch die Farbe der Kennzeichen unterschied sich je nach Verwendung des Fahrzeugs. Trotz dieser relativ spezifischen Schilderzuordnung gab es weder eine standardisierte Schriftart oder -größe, noch festgelegte Farbcodes, sodass in Nepal eine große Varietät an Kfz-Kennzeichen zu finden war.

## Codes der Verwaltungszonen
| Zone       | Code in Nepali | Code in Englisch |
| ---------- | -------------- | ---------------- |
| Mechi      | मे              | ME               |
| Kosih      | को              | KO               |
| Sagarmatha | स              | SA               |
| Janakpur   | ज              | JA               |
| Bagmati    | बा              | BA               |
| Narayani   | ना              | NA               |
| Gandaki    | ग              | GA               |
| Lumbini    | लु              | LU               |
| Dhaulagiri | ध              | DH               |
| Rapti      | रा              | RA               |
| Bheri      | भे              | BHE              |
| Karnali    | क              | KA               |
| Seti       | से              | SE               |
| Mahakali   | म              | MA               |

## Kennzeichenarten
Die Hintergrundfarbe der Kennzeichen ließ auf die Verwendung des Fahrzeugs schließen. Privatfahrzeuge trugen beispielsweise rote Schilder mit weißer Aufschrift, bei kommerziell genutzten Fahrzeugen war der Hintergrund schwarz. Die Größe der Fahrzeuge wurde auf den Schildern durch den zweiten Buchstaben (A 1 B 1234) codiert.

### Privatfahrzeuge
Weiße Schrift auf rotem Hintergrund mit folgenden Codes für Fahrzeuggrößen:
- क (KA): Schwere Fahrzeuge
- च (CA): Leichte Fahrzeuge
- प (PA): Motorräder

### Kommerzielle und öffentliche Fahrzeuge
Weiße Schrift auf schwarzem Hintergrund mit folgenden Codes für Fahrzeuggrößen:
- ख (KHA): Schwere Fahrzeuge
- ज (JA): Leichte Fahrzeuge
- फ (PHA): Motorräder

### Regierungsfahrzeuge
Rote Schrift auf weißem Hintergrund mit folgenden Codes für Fahrzeuggrößen:
- ग (GA): Schwere Fahrzeuge
- झ (JHA): Leichte Fahrzeuge
- ब (BA): Motorräder

### Nationale Unternehmen
beispielsweise Nepal Telecom, schwarze oder dunkelblaue Schrift auf gelbem Hintergrund mit folgenden Codes für Fahrzeuggrößen:
- घ (GHA): Schwere Fahrzeuge
- ञ (ÑA): Leichte Fahrzeuge

### Touristische Fahrzeuge
beispielsweise Fahrzeuge im Besitz von Hotels oder Reiseunternehmen, weiße Schrift auf grünem Hintergrund mit nur einem Code unabhängig von der Fahrzeuggröße:
- य (YA)

Diplomatenkennzeichen
Weiße Schrift auf blauem Hintergrund im Format 12 सी.डी. 34, wobei सी.डी. das nepalesische Pendant zum international üblichen CD darstellt. Gelegentlich auch mit lateinischer Übersetzung.
|                        | schwere Fahrzeuge | leichte Fahrzeuge | leichte Fahrzeuge, einzeilig | Motorräder |
| Privatfahrzeuge        |                   |                   |                              |            |
| kommerzielle Fahrzeuge |                   |                   |                              |            |
| Regierungsfahrzeuge    |                   |                   |                              |            |
| Nationale Unternehmen  |                   |                   |                              |            |
| Touristische Fahrzeuge |                   |                   |                              |            |
| Diplomatenkennzeichen  |                   |                   |                              |            |